# الجزيرة الكبرى لأرض النار
الجزيرة الكبرى لأرض النار (بالإسبانية:  La Isla Grande de Tierra del Fuego)‏ هي جزيرة تقع في أقصى جنوب القارة الأمريكية ويفصلها عنها مضيق ماجلان في الشمال . وفي الجنوب تحدّها قناة بيغل. شرق الجزيرة ينتمي إلى الأرجنتين وغربها إلى تشيلي. تكوّن الجزيرة أكبر إقليم في منطقة أرض النار. تبلغ مساحتها 47.992 كم² وهي في المرتبة التاسعة والعشرون (29) في قائمة الجزر حسب المساحة. جبل داروين هو أعلى قمة فيها يبلغ 2488 م وينتمي إلى سلسلة جبال الأنديز. هناك مدينتين فقط في الجزيرة وهما: أوشويا وريو غراندي.
تبلغ مساحة المنطقة الأرجنتينية 18.507,3 كم² أي 38,57% من مساحة الجزيرة وتنتمي إداريا إلى محافظة أرض النار وأنتاركتيكا وجزر جنوب المحيط الأطلسي. ومساحة المنطقة الأرجنتينية 29.484,7 كم² أي 61,43% من مساحة الجزيرة وتنتمي إداريا إلى منطقة ماجلان وأنتاركتيكا التشيلية ضمن المقاطعة التشيلية بالقارة القطبية الجنوبية.

## معرض

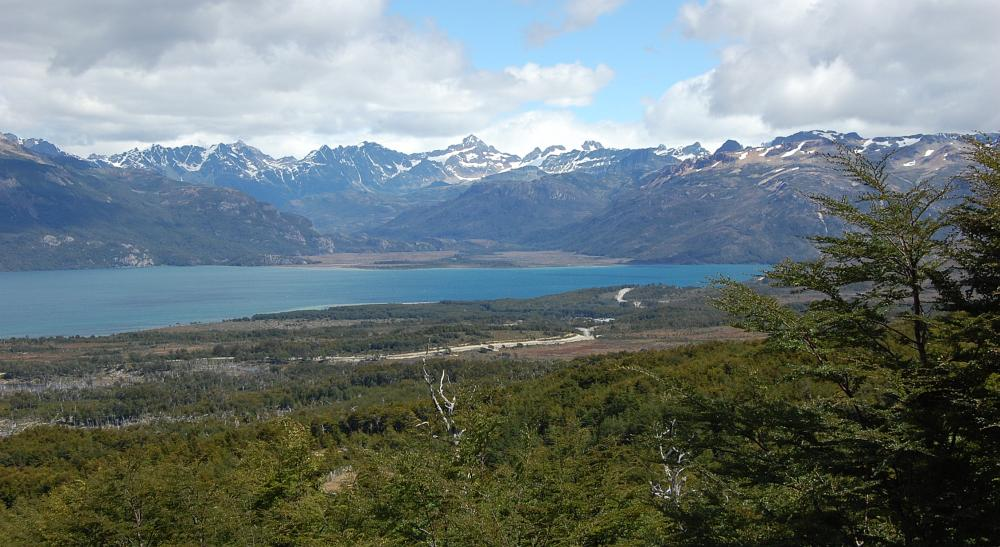
بحيرة كامي (Lago Cami)
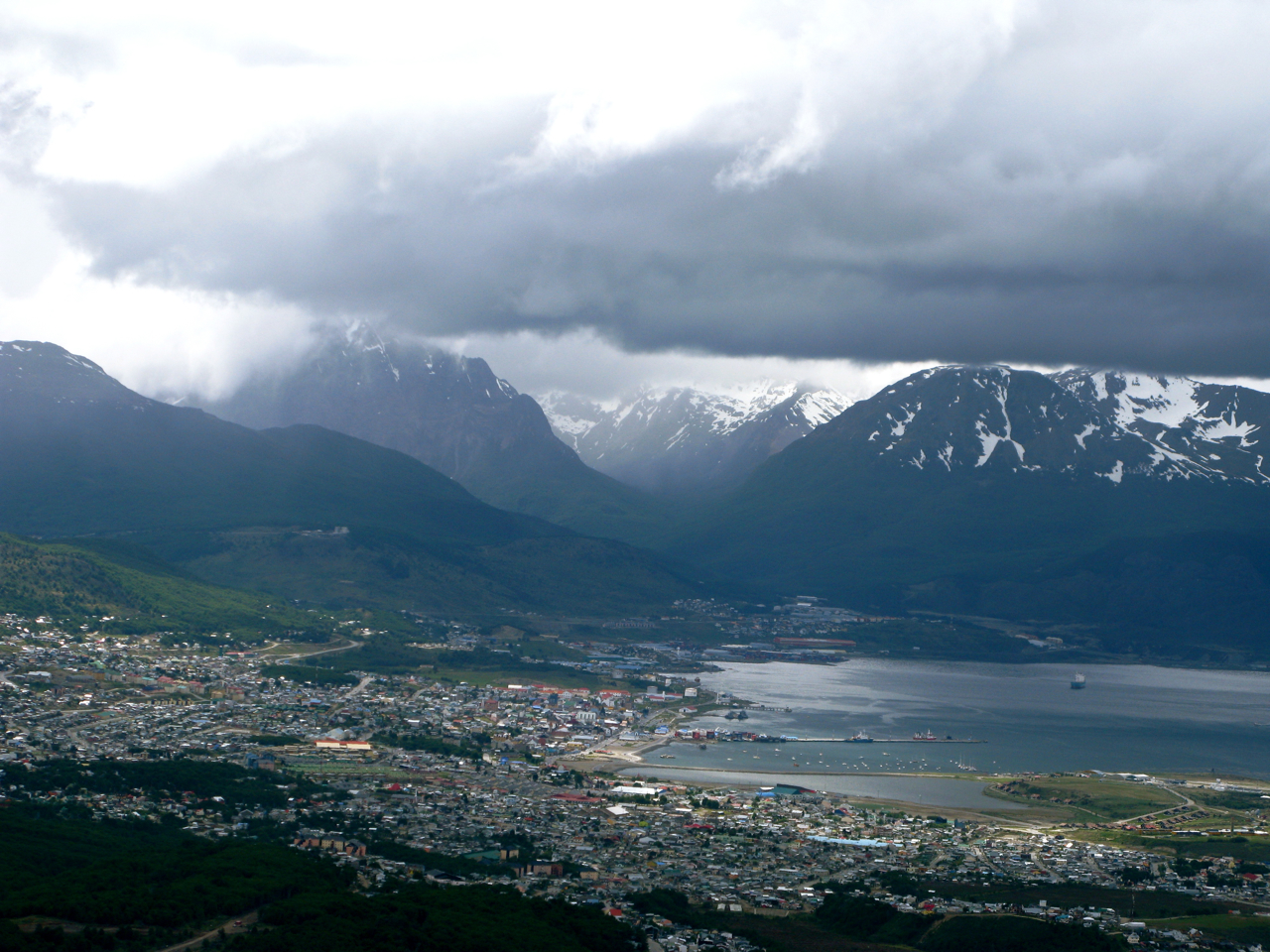
أوشويا
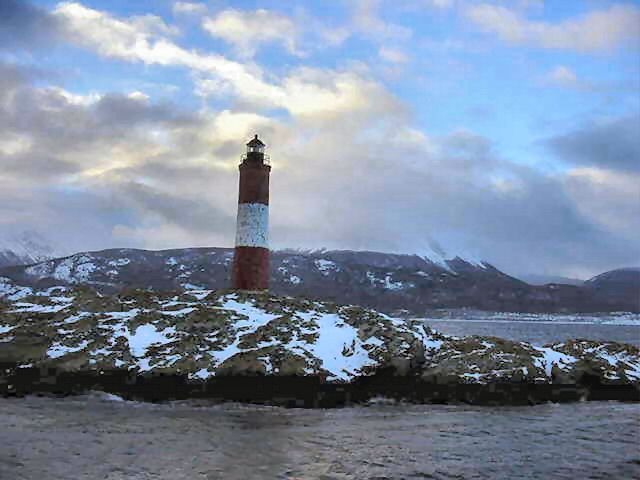
منارة قرب أوشويا
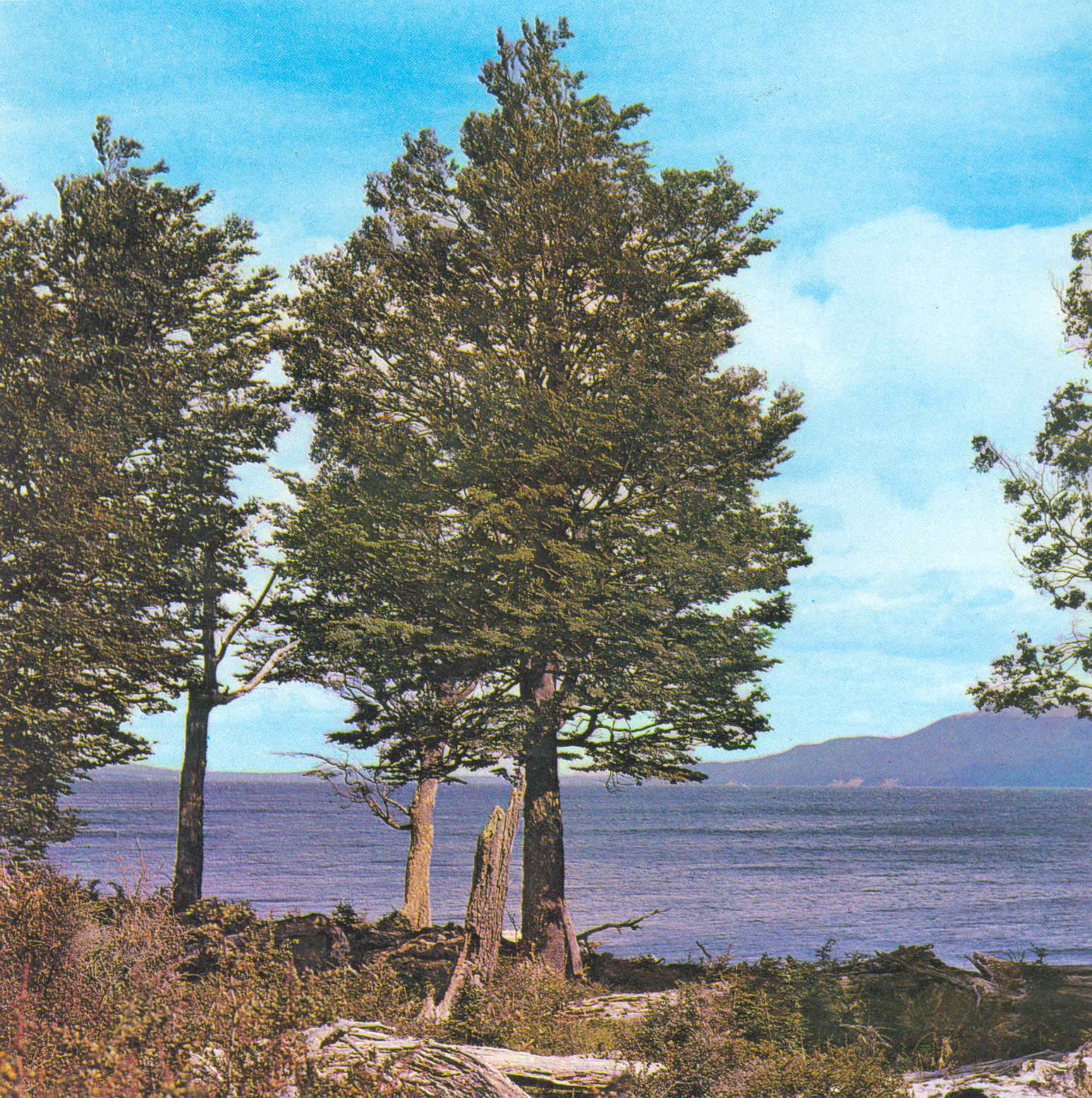
نبات